# Oktjabrskaja (Krasnodar, Krylowski)
Oktjabrskaja (russisch Октя́брьская) ist eine Staniza in der Region Krasnodar in Russland mit 11.252 Einwohnern (Stand 14. Oktober 2010).

## Geographie
Der Ort liegt im Kaukasusvorland gut 150 km Luftlinie nordnordöstlich des Regionsverwaltungszentrums Krasnodar, am Oberlauf eines kleinen rechten Zuflusses des linken Jeja-Nebenflusses Sossyka.
Oktjabrskaja gehört zum Rajon Krylowski und befindet sich gut 10 km westsüdwestlich von dessen Verwaltungszentrum Krylowskaja. Die Staniza ist Sitz der Landgemeinde Oktjabrskoje selskoje posselenije, zu der außerdem die Siedlungen Kowaljowka (22 km entfernt), Obilny (10 km), Reschetilowski (27 km), Saprudny (15 km) und Temp (5 km), alle in ostsüdöstlicher Richtung, sowie der Weiler (chutor) Sborny (5 km südlich) gehören.

## Geschichte
Der Ort entstand 1870 unter dem Namen Michailowka im Zusammenhang mit dem Bau der Eisenbahnstrecke Rostow am Don – Wladikawkas, die 1875 durchgehend in Betrieb ging, unweit der Station Jekaterinowskaja, die dort für die gleichnamige Staniza, heute Krylowskaja, errichtet wurde. 1906 erhielt der Ort den Status einer Staniza unter dem Namen Nowomichailowskaja („Neu-Michailowskaja“; eine Staniza Michailowskaja gab es bereits seit 1845 nördlich des heutigen Kurganinsk).
1963 wurde die Staniza mit dem westlich gelegenen Weiler Oktjabrski, mit dem sie mittlerweile zusammengewachsen war, vereinigt und erhielt ihren heutigen Namen von russisch oktjabr für Oktober, mit dem in der Sowjetunion verbreiteten Bezug zur Oktoberrevolution.

### Bevölkerungsentwicklung
| Jahr | Einwohner |
| ---- | --------- |
| 1959 | 6.683     |
| 1979 | 10.235    |
| 2002 | 11.460    |
| 2010 | 11.252    |

Anmerkung: Volkszählungsdaten

## Verkehr
In Oktjabrskaja befindet sich die Bahnstation Krylowskaja (bis 1961 Jekaterinowskaja) bei Kilometer 1468 (ab Moskau) der auf diesem Abschnitt seit 1962 elektrifizierten Eisenbahnstrecke Rostow – Wladikawkas/– Machatschkala – Baku.
Östlich wird die Staniza von der föderalen Fernstraße M4 Moskau – Rostow am Don – Krasnodar – Noworossijsk (auch Europastraße 115) umgangen. Nordöstlich zweigt von dieser die Regionalstraße 03N-269 nach Krylowskaja ab, südöstlich die 03K-275, die alle zur Gemeinde gehörenden Siedlungen verbindet (von Temp bis Reschetilowski). In westliche Richtung führt die 03K-051 nach Leningradskaja, nach Süden die 03K-056 parallel zur M4 nach Pawlowskaja und weiter nach Nowoplastunowskaja.